# Octacarbonilo de dicobalto
El octacarbonilo de dicobalto es el compuesto inorgánico Co2(CO)8. Este carbonilo metálico es un reactivo y catalizador usado en química organometálica y síntesis orgánica. Se utiliza como catalizador para la reacción de hidroformilación (conversión de alquenos en aldehídos).

## Síntesis, estructura y propiedades
Es sintetizado por la carbonilación a alta presión de sales de cobalto (II), a menudo en la presencia de cianuro. Es un sólido de color naranja, pirofórico que es térmicamente inestable. Existe como dos isómeros en disolución que se interconvierten rápidamente:
El isómero principal contiene dos ligandos puente CO y tres ligandos CO terminales, y se describe como (CO)3Co(μ-CO)2Co(CO)3 (grupo de simetría C2v). Se asemeja al Fe2(CO)9, pero con un ligando puente CO menos. La distancia Co-Co es de 2,52 Å, y las distancias Co-COterminal y Co-COpuente son 1,80 y 1,90 Å, respectivamente. El análisis de la unión sugiere la ausencia de un enlace Co-Co directo.

## Reactividad
Se necesita octacarbonilo de dicobalto en la reacción de Pauson-Khand para la síntesis de ciclopentenonas. Este proporciona hasta dos ligandos carbonilo en la coordinación con el alquino que se inserta posteriormente para formar la ciclopentenona. 
Lo mismo se aplica para la reacción de Nicholas, en la que se requiere a la misma especie de cobalto:
La reacción más característica del Co2(CO)8, es su hidrogenación para dar el HCo(CO)4:
{\displaystyle \mathrm {Co_{2}(CO)_{8}\ +\ H_{2}\longrightarrow \ 2\ HCo(CO)_{4}} }
Este es el hidruro que se usa como agente activo para las reacciones de hidroformilación. Se adiciona a los alquenos para dar como el producto (alquil)Co(CO)4 que luego procede a insertar CO y someterse a hidrogenólisis para producir el aldehído correspondiente.
La reducción del Co2(CO)8 también da el hidruro de carbonilo metálico HCo(CO)4:
{\displaystyle \mathrm {Co_{2}(CO)_{8}\ +\ 2\ Na\longrightarrow \ 2\ NaCo(CO)_{4}} }
El calentamiento de este compuesto provoca la descarbonilación (pérdida de monóxido de carbono) y la formación del clúster tetraédrico:
{\displaystyle \mathrm {2Co_{2}(CO)_{8}\ {\xrightarrow {\Delta }}\ Co_{4}(CO)_{12}\ +\ 4\ CO} }